# Antropologia cognitiva
L'antropologia cognitiva è una etnoscienza che si occupa dello studio delle funzioni cognitive e della conoscenza dei processi mentali di alcuni gruppi sociali o di intere popolazioni. Si preoccupa, quindi, della parte psichica del genere umano, delle diverse forme del pensiero dovute, a loro volta, alle diverse forme culturali. Più precisamente si caratterizza per lo studio delle relazioni che vi sono tra linguaggio, pensiero, percezioni e cultura. Alla base di questa scienza vi è una concezione di cultura come sistema di conoscenze, di credenze e di valori. Tale disciplina comprende altri settori, quali le neuroscienze, la psicologia, l'antropologia fisica e culturale.

## Nascita e sviluppo
L'antropologia cognitiva è nata dagli studi dell'etnologo tedesco Franz Boas dopo che si stabilì negli Stati Uniti, nella seconda metà dell'Ottocento, fondando la scuola di linguistica antropologica. L'antropologia cognitiva si è sviluppata poi, nel corso della seconda metà del Novecento, con Lucien Lévy-Bruhl, il quale ha contribuito a definirla come una scienza con lo scopo di instaurare dei collegamenti tra comunicazione mentale e comunicazione linguistica tra culture distanti e differenti.

## Rapporto con le emozioni
Nell'antropologia cognitiva viene considerato importante l’aspetto emotivo dell’uomo. Viene studiata, infatti, sia la parte più profonda dell’uomo sia quella più superficiale, in quanto vengono prese in considerazione le sensazioni che l'uomo prova dentro di sé e le espressioni facciali, intese come riproduzione ed espressione di ciò che l’uomo prova sentimentalmente al suo interno. Le azioni del corpo sono lo specchio del pensiero cognitivo, della mente.
Un'emozione è considerata, perciò, da parte dell'antropologia cognitiva, uno stato mentale  attraverso cui un individuo risponde a stimoli percepiti in determinate situazioni.
L'antropologia cognitiva, in questo campo, si preoccupa di studiare la comunicazione non verbale dell'uomo, ponendo attenzione a ciò che la mente umana vuole esprimere non attraverso le parole, bensì attraverso il corpo.
Le espressioni facciali sono importanti anche negli animali, in quanto attraverso esse è possibile conoscere il loro stato d'animo, in quanto privi di parola. Le espressioni del volto sono significative soprattutto per gli animali che vivono in gruppi sociali numerosi, che sono attivi nelle ore diurne e hanno bisogno di cooperare tra loro e riprodursi. Al contrario, gli animali che tendono a vivere nelle ore notturne non presentano alcune espressioni facciali.
Nonostante ciò le emozioni hanno componenti innate nell'essere vivente, infatti ogni cultura esprime a modo proprio le diverse sensazioni ed emotività.

## Lévy-Bruhl: il "prelogismo" e la "mentalità primitiva"
Lucien Lévy-Bruhl è noto per aver messo a punto, agli inizi del Novecento la teoria del prelogismo, ossia come i primitivi pensano e vivono all'interno di una civiltà.
Secondo Lévy-Bruhl i primitivi hanno un modo di ragionare e di riflettere molto diverso dall'uomo civile, in quanto i primitivi hanno un forte senso di collettivismo, di unione e di insieme. Alla base della loro esistenza vi è la legge di partecipazione: il loro stato mentale è dominato da un sentimento così impetuoso che li trascina oltre i limiti dell'individualità, del singolo soggetto per imbattersi in qualcosa di più grande, ovverosia la collettività. Non esiste, per i primitivi, alcuna nozione di identità, soggettività. È inesistente il concetto di individualismo. Nella mentalità collettiva, l'identità personale non può competere con la pluralità delle persone, degli oggetti. L'uomo primitivo tende a sviluppare il concetto di "insieme"; non esistono confini che danno luogo a separazioni tra uomo e la realtà esterna, in cui vive.
Nel 1922 Lévy-Bruhl pubblicò a Parigi una dell sue più importanti opere: La mentalitè primitive ("La mentalità primitiva"), molto conosciuta anche in Italia. All'interno di questa opera viene illustrato e reso chiaro il concetto di mentalità primitiva , in riferimento, ancora una volta, alla vita dei popoli non civilizzati.
L'antropologo si incentra, soprattutto, sui fenomeni rituali, e i comportamenti ricorrenti nella vita dell'uomo primitivo, il quale si accorge che ciò che compie abitualmente non dipende mai unicamente da se stesso, ma anche da tutto ciò che gli sta attorno. Secondo la mentalità primitiva dell'uomo è impossibile riuscire a gestire, da solo, tutti gli eventi e le vicende che ricorrono, ma c'è una grande necessità di collaborazione, di unione e partecipazione da parte di ogni uomo.

## L'antropologia di Franz Boas
Franz Boas definisce il termine cultura come un insieme di reazioni e attività mentali, ma anche fisiche, che influiscono in un certo modo gli atteggiamenti e le abitudini degli indigeni all'interno del loro habitat naturale e selvaggio, rispetto ad altri gruppi sociali o persino ai membri dello stesso clan.
Con Boas parliamo di osservazione partecipante, in quanto ritiene necessario uno studio "più da vicino", ossia attraverso un contatto diretto con il gruppo che si intende voler studiare in tutte le sue peculiarità, da quelle fisiche a quelle intellettive.
Una delle sue opere principali è La mente dell'uomo primitivo, del 1911, all'interno della quale vengono trascritti tutti i risultati ottenuti dalle ricerche fatte sul campo riguardo ad alcune popolazioni primitive. È stato osservato che le caratteristiche sia mentali che sociali subiscono mutamenti autonomamente, senza alcun vincolo da parte dell'ambiente in cui vivono e dalla cultura che li caratterizza. Il pensiero dell'uomo selvaggio, del primitivo, secondo l'antropologo, non ha alcuna differenza se messo a confronto con l'intelletto dell'uomo civilizzato.
Uno degli aspetti importanti per l'antropologo riguardava l'importanza delle risposte, delle reazioni che il gruppo sociale presentava rispetto al proprio habitat culturale, per porre sotto giudizio l'evoluzione della realtà della collettività.
La raffigurazione che, secondo Boas, i singoli soggetti del gruppo sociale avevano della propria persona, della propria realtà sociale, rispecchiava precisamente ciò che poi essi replicavano nella loro vita collettiva.
Boas pone sotto critica la scienza degli evoluzionisti, in quanto li identifica come chiusi dinanzi alle altre culture, agli altri punti di vista e alle altre abitudini. Boas va contro il “metodo comparativo” e non accetta l'idea che possano esistere delle "leggi universali", in quanto ogni cultura è diversa dalle altre: ciascuna all'interno del proprio habitat possiede una storia diversa. Non esiste una sola cultura, ne esistono tante, tutte differenti.